# Pillaische Primzahl
In der Zahlentheorie ist eine Pillaische Primzahl eine Primzahl {\displaystyle p}, für welche eine positive ganze Zahl {\displaystyle n>0} existiert, sodass die Fakultät von {\displaystyle n}, also {\displaystyle n!}, um Eins kleiner ist als ein Vielfaches der Primzahl {\displaystyle p}. Die Primzahl selbst darf aber nicht um Eins größer sein als ein Vielfaches von {\displaystyle n}. Mit anderen Worten:
Es existiert ein {\displaystyle k_{1}\in \mathbb {N} } mit {\displaystyle n!+1=k_{1}\cdot p} und es muss {\displaystyle p-1\not =k_{2}\cdot n} sein für alle {\displaystyle k_{2}\in \mathbb {N} }.
Mit Kongruenzen geschrieben bedeutet das:
Es muss {\displaystyle n!+1\equiv 0{\pmod {p}}}   und   {\displaystyle p\not \equiv 1{\pmod {n}}} gelten.
Die dazugehörigen Zahlen {\displaystyle n\in \mathbb {N} } nennt man EHS-Zahlen.
Die Pillai-Primzahlen wurden nach dem Mathematiker Subbayya Sivasankaranarayana Pillai benannt, der sich als erstes mit diesen Zahlen beschäftigte, indem er sich fragte, ob es wahr ist, dass jeder Primteiler {\displaystyle p\in \mathbb {P} } von {\displaystyle n!+1} von der Form {\displaystyle p=k\cdot n+1} ist.

## Beispiele
- Die Zahl {\displaystyle p=137} ist eine Pillai-Pimzahl, weil gilt:

Mit {\displaystyle n=16} und {\displaystyle k=152721094073} gilt: {\displaystyle n!+1=16!+1=20922789888001=152721094073\cdot 137=k_{1}\cdot p} und es ist auch tatsächlich {\displaystyle p-1=137-1=136\not =k_{2}\cdot 16=k_{2}\cdot n} für alle {\displaystyle k_{2}\in \mathbb {N} }.
- Die ersten Pillai-Primzahlen sind die folgenden:

23, 29, 59, 61, 67, 71, 79, 83, 109, 137, 139, 149, 193, 227, 233, 239, 251, 257, 269, 271, 277, 293, 307, 311, 317, 359, 379, 383, 389, 397, 401, 419, 431, 449, 461, 463, 467, 479, 499, 503, 521, 557, 563, 569, 571, 577, 593, 599, 601, 607, 613, 619, 631, 641, 647, 661, 673, … (Folge A063980 in OEIS)
- Die ersten EHS-Zahlen sind die folgenden:

8, 9, 13, 14, 15, 16, 17, 18, 19, 22, …
Die kleinsten zu obiger Liste dazugehörenden {\displaystyle p\in \mathbb {P} } (es gibt mehrere) sind die folgenden:
61, 71, 83, 23, 59, 61, 661, 23, 71, 521, …

Beispiel:  Den beiden obigen Listen kann man jeweils an der 7. Stelle die EHS-Zahl {\displaystyle n=17} und die Primzahl {\displaystyle p=661} entnehmen. Und tatsächlich ist {\displaystyle n!+1=17!+1=355687428096001=538105034941\cdot 661=k_{1}\cdot p} und es ist auch tatsächlich {\displaystyle p-1=661-1=660\not =k_{2}\cdot 17=k_{2}\cdot n} für alle {\displaystyle k_{2}\in \mathbb {N} }.

## Eigenschaften
- Es gibt unendlich viele Pillai-Primzahlen.[1]
- Es gibt unendlich viele EHS-Zahlen.[1]

## Ungelöste Probleme
Die folgenden ungelösten Probleme werden in  aufgeworfen:
- Sei {\displaystyle \pi (x)} die Anzahl der Primzahlen kleiner oder gleich {\displaystyle x} und {\displaystyle \pi ({\mathcal {P}},x)} die Anzahl der Pillai-Primzahlen kleiner oder gleich {\displaystyle x}.

Ist {\displaystyle \lim _{x\to \infty }{\frac {\pi ({\mathcal {P}},x)}{\pi (x)}}=1}?
- Sei {\displaystyle f(x)} die Anzahl der EHS-Zahlen kleiner oder gleich {\displaystyle x}.

Existiert {\displaystyle \lim _{x\to \infty }{\frac {f(x)}{x}}}?
Wenn ja, gegen welche Wert geht dieser Limes?
Es ist {\displaystyle {\frac {f(100)}{100}}\approx 5{,}5} und {\displaystyle {\frac {f(200)}{200}}\approx 5{,}25} und {\displaystyle {\frac {f(300)}{300}}\approx 5{,}7} und {\displaystyle {\frac {f(400)}{400}}\approx 5{,}45} und {\displaystyle {\frac {f(500)}{500}}\approx 4{,}98}.
Es könnte sein, dass der Limes {\displaystyle 0{,}5} beträgt, falls er existiert.